# Рельеф (феодальный платёж)
Релье́ф (фр. relèvement; англ. relief; лат. relevium) — феодальный платёж, который уплачивался наследником рыцарского лена своему сеньору при вступлении в наследство. Обязательство уплаты рельефа поддерживало условный характер феодального земельного держания и обеспечивало сохранение системы вассально-ленных отношений в средневековой Европе. Рельеф, с одной стороны, представлял собой материальное подтверждение прав сеньора в отношении лена его вассала, а с другой стороны, при его уплате, гарантировал вассалу беспрепятственное вступление в наследство своего отца. Первоначально величина рельефа не была фиксированной, что использовалось монархами для изъятия значительных денежных средств с баронов при даче согласия на наследство. Аналогичный платёж зависимых крестьян своим феодалам носил название менморт (во Франции) или гериот (в Англии и Шотландии).

## Рельеф в Англии
Институт рельефа был привнесён в Англию нормандскими завоевателями во второй половине XI века. В англосаксонский период существовал платёж при наследовании земель тэнами, однако он носил натуральный характер (обычно, вооружение, кони или доспехи), не зависел от величины участка или его доходности и не отличался терминологически от аналогичных сборов, уплачиваемых крестьянами (гериот). С формированием в Англии после нормандского завоевания классической вассально-ленной системы институт рельефа вошёл в систему поземельных отношений между различными уровнями феодальной иерархии. Рельеф взимался как при наследовании «панцирных ленов» рыцарей, так и при наследовании сержантерий, держание которых не предполагало обязательной военной службы. В период высокого средневековья рельефы также подлежали уплате и при наследовании участков на праве сокажа, державшихся свободными крестьянами и мелкими рыцарями за денежную ренту.
Размер рельефа первоначально не был установлен, что способствовало злоупотреблениям этим правом со стороны королей, в частности в период правления Вильгельма II. Это привело к тому, что английские бароны стали требовать при избрании нового монарха принесения им клятвы взимать рельеф в справедливом размере. Первое такое обязательство короля зафиксировано в хартии вольностей, подписанной Генрихом I при его коронации в 1100 году. По свидетельству Ранульфа де Гленвиля, во второй половине XII века величина «справедливого» рельефа с рыцарского лена составляла 100 шиллингов, с участка на праве сокажа — годовую ренту, с сержантерий — по соглашению сторон. Несмотря на это, владения крупных баронов зачастую продолжали облагаться по произвольной системе и рельеф с них иногда доходил до нескольких сот фунтов стерлингов. В случае неуплаты рельефа король мог конфисковать все владения феодала. Злоупотребления при назначении королями размера рельефа при наследовании бароний стали одной из причин массового выступления английской аристократии против короля в начале XIII века, приведшего к утверждению Иоанном Безземельным «Великой хартии вольностей» в 1215 году. В этом документе впервые были законодательно зафиксированы максимальные размеры рельефа, которые уже не могли изменяться королём: 100 фунтов стерлингов с баронии, 100 шиллингов с рыцарского лена. В случае, если владение, переходящее по наследству, было небольшим по площади или делилось между несколькими наследниками, величина рельефа соответственно уменьшалась. Также было зафиксировано, что при наследовании ленов несовершеннолетними рельеф не подлежал уплате, поскольку до достижения ими совершеннолетия король пользовался правом опеки над такими владениями. С XIII века для взимания рельефа проводилась процедура посмертного расследования.
Право на взимание рельефа при наследовании ленов сохранялось на протяжении всего средневековья и было упразднено лишь в 1646 году в период Английской революции.

## Рельеф в Шотландии
Первые документальные свидетельства о наличии в Шотландии института рельефа относятся к XII веку. Возможно, его внедрение в систему феодальных отношений этой страны связано с массовым предоставлением земель на вассально-ленном праве англо-нормандским рыцарям в период правления Давида I. В отличие от Англии, в Шотландии размеры рельефа не были зафиксированы законодательно. С другой стороны, нет также данных о злоупотреблении королями или баронами своими правами на взыскание рельефа. В Шотландии сложилась практика проведения оценки доходности рыцарских ленов для определения размеров рельефа или сумм, причитающихся сеньору по праву опеки. Строгого соотношения между доходностью и величиной рельефа, тем не менее, не существовало: последний мог составлять от половины до двукратного размера оценки годовой доходности лена. В отношении земельных владений на праве фью-фарминга, рельеф обычно устанавливался в размере двух годовых рент. Однако по соглашению сторон величина рельефа могла быть существенно снижена. В Шотландии значение рельефа для пополнения государственной казны было огромным: в конце XIII века сумма рельефа только с владений графа Бьюкена составляла 1097 шотландских марок (свыше 700 фунтов стерлингов), что превышало все поступления в казну от городов, а в начале XVI века доходы короля от рельефов, права опеки и дачи согласия на замужество дочерей баронов составляли более 20 % совокупного годового бюджета страны. Шотландские короли часто передавали право на взыскание рельефов своим приближённым или уступали его за вознаграждение предприимчивым дворянам.